# Pirates of the Plain
Pirates of the Plain (bra: Caça ao Pirata) é um filme independente do gênero filme de aventura infantil produzido nos Estados Unidos em 1999, escrito e dirigido por John R. Cherry III e protagonizado por Tim Curry e Seth Adkins.
Pirates of the Plain detalha a aventura de Jezebel Jack (Tim Curry), um pirata que é enviado para o futuro, onde conhece Bobby (Seth Adkins), um jovem com uma imaginação hiperativa.
Tim Curry também foi um pirata no filme Muppet Treasure Island.

## Sinopse
Bobby, que mora em uma fazenda em uma área não especificada de Nebraska com sua mãe, Glenna (Dee Wallace), e o avô (Charles Napier), é um menino típico de oito anos com uma imaginação hiperativa. Frequentemente sendo punido por suas aventuras de faz de conta, Bobby acredita que sua imaginação é uma característica negativa. Quando o avô de Bobby cai e quebra o braço devido a uma tempestade que se aproxima, Bobby é deixado sozinho na fazenda enquanto sua mãe acompanha seu avô ao hospital.
Durante esta tempestade, um "vórtice no tempo" é criado e deposita o "Capitão" Jezebel Jack, uma pirata egocêntrico que foi forçada a andar na prancha em seu próprio navio e enviada para o vórtice. Jack acorda em um campo de trigo, onde encontra Bobby, que cuida de suas feridas após perder a consciência novamente.
Enquanto se adapta aos avanços da tecnologia moderna (como uma televisão), Jack é informado de um antigo mapa do tesouro enterrado por Bobby, e exige que eles sigam o mapa. Bobby explica que seu avô lhe explicou a história e que o mapa está escrito em algum código desconhecido. Jack diz que o mapa está no "Código do Aventureiro", no qual ele é fluente. Os dois imediatamente começam a seguir o mapa e rapidamente encontram o tesouro enterrado sob um antigo galpão de ferramentas.
Pouco depois de descobrir o tesouro, outro vórtice no tempo é aberto, e o resto da tripulação amotinada de Jack é depositada. A tripulação aprende rapidamente sobre o tesouro e abre um ataque a Jack e Bobby, que são forçados a defender a casa e o tesouro. Depois que Bobby, que agora se tornou amigo íntimo de Jack, é capturado e resgatado, Jack é forçado a entregar o que se acredita ser o tesouro. O menino é libertado, mas Jack é forçado a ficar com a tripulação, que é teletransportada de volta para seu tempo natal.
A tripulação descobre rapidamente que o tesouro que recebeu é uma falsificação: tijolos cobertos com papel alumínio. No momento em que a tripulação percebe que foram enganados, Jezebel Jack é capaz de recuar para as águas turvas, onde é mais uma vez depositado nas planícies de Nebraska.

## Elenco
- Tim Curry como Jezebel Jack
- Seth Adkins como Bobby
- Dee Wallace como Glenna
- Charles Napier como vovô
- Jeffrey Buckner Ford como Sr. Skinner

## Produção
O ator Jim Varney foi originalmente considerado para um papel, mas acabou sendo incapaz de aparecer no filme devido ao declínio de sua saúde. Varney já havia trabalhado com Cherry nos filmes de Ernest P. Worrell, e um pirata chamado Laughing Jack, um dos primeiros personagens de Varney, havia aparecido anteriormente em Dr. Otto and the Riddle of the Gloom Beam. Este foi um dos dois únicos filmes dirigidos por Cherry que não contaram com Ernest (o outro foi For Love or Mummy, uma homenagem a Laurel & Hardy). As filmagens aconteceram na Cidade do Cabo, África do Sul.
A equipe de filmagem passou meses na savana africana, construindo um navio pirata de tamanho real e cultivando trigo em cem acres de terra para se parecer com Nebraska, já que o roteiro exigia que o navio navegasse por ondas de grãos. O navio foi construído sobre uma estrutura de trator-reboque.